# 1939년 독일의 리투아니아 최후 통첩

위 초록색으로 선이 그어져있는 지역이 클라이페다 지역이다.

1939년 독일의 리투아니아 최후 통첩은 1939년 3월 20일에 나치 독일이 리투아니아에게 클라이페다 지역을 할양할 것을 요구한 최후통첩이다.
나치 독일은 최후통첩에서 리투아니아가 클라이페다 지역을 할양하지 않을 경우 독일 국방군을 움직일 수 밖에 없다고 말했다. 이 최후통첩으로 나치 독일은 클레이페다 지역을 획득하게 되었고 독일-소련 불가침 조약에 따라 남은 리투아니아의 영토는 1940년에 이웃한 에스토니아, 라트비아와 함께 소련에 병합되었다